# Dead Space 3
Dead Space 3 är ett Actionäventyrsspel utvecklat av Visceral Games och gavs ut av Electronic Arts. Spelet är den tredje inom Dead Space-spelserien och som gavs ut till Microsoft Windows, Playstation 3 och Xbox 360 den 5 februari 2013 i USA och den 8 februari i Europa.

## Handling
Dead Space 3 utspelar sig år 2514 i yttre rymden där människor har etablerat flera rymdstationer och kolonier på avlägsna planeter. Efter händelserna i Dead Space hade EarthGov (även känt som Earth Government Colonial Alliance) tillfångatagit mekanikern Isaac Clarke och skördat hans sinne för att skaffa skisser på den utomjordiska konstruktionen The Marker, i syfte att återuppliva ett projekt där utomjordiska markörer används för att tillhandahålla resurser och auktoritet för den mänskliga rasen. The Marker placerades på Titan Station, samma station som Isaac hölls fången i, vilket resulterade i ett ytterligare utbrott av den utomjordiska sjukdomen Necromorph, som får människor att muteras till skoningslösa monster. Isacc flydde från rymdstationen ihop med piloten Ellie Langford efter att han förstörde The Marker, som förintade hela stationen.
Isaac Clarke och Ellie Langford fortsatte att gömma sig från EarthGov och slog sig ner på New Horizons Lunar Colony, en stad som ligger på jordens måne. Under denna tid har de båda utvecklat ett romantiskt förhållande. Men båda blir tvungna att bryta den då på grund av Isaacs många bevittnelser och Ellies ambition att stoppa The markers. Ellie kalkylerar olika sätt att stoppa The Markers medan Isaac stannade kvar i glömskan och beklagade för brytandet av deras förhållande.
Tre år senare har en extremistisk Unitologist-grupp (Unitology: en utomjordisk religion) kallad "Inner Circle" påbörjat en regeringstid präglat av våldsamma kalabaliker och som har förstört flera Marker-laboratorier på alla stora kolonier för att sprida Necromorph-infektionen. Ett av dessa stormade ett Marker-laboratorium på planeten Uxor, där sergeant John Carver förlorade sin familj till Jacob Danik. Men senare möttes han av kapten Robert Norton och Ellie Langford. Efter att ha rymt från planeten blir gruppen förföljda av Inner Circle. Under tiden spårar Ellie en Marker-signal till en avlägsen planet, som Ellie sedan besöker ihop med forskarna Austin Buckell och Jennifer Santos. Innan de avreste bad Ellie Norton att leta efter Isaac hemma på New Horizons Lunar Colony. Norton och Carver gav sig sedan av för att hitta Clarke med Inner Circle i hälarna.

### Rollista
- Gunner Wright - Isaac Clarke
- Ricardo Antonio Chavira - Sgt. John Carver
- Sonita Henry - Ellie Langford
- Robert Gant - Captain Robert Norton
- Simon Templeman - Jacob Danik
- Frank Ashmore - Austin Buckell
- John J. Concado - Dr. Earl Serrano
- Keith Szarabajka - Spencer Mahad
- Scott DeFalco - Tim Kaufman
- Chris Fries - Uniboss
- Michelle Anne Johnson - Jennifer Santos

## Gameplay
Spelets kampanjläge kan spelas inom två spellägen: Singleplayer eller Co-op (av vilken den andra endast är tillgängligt via online). Singleplayerläget följer den traditionella spelupplevelsen, där spelaren tar på sig rollen som Isaac Clarke. I det kooperativa spelläget, kallat "Drop In-Drop Out Online Co-op", kan däremot två spelare spela igenom kampanjläget samtidigt, den första spelaren spelar som Isaac Clarke medan den andra spelar som John Carver. I det kooperativa kampanjläget kommer man få ytterligare underrättelser om spelets handling samt öka hela spelupplevelsen.
Kontrollerna i Dead Space 3 har omdefinierats från föregående titlar. Förutom spelarens släta rörelser har man också förmågan att ducka och utföra volter. Utöver dessa förändringar har spelet människor som spelets motståndare i nivå med spelets Necromorpher.
Till skillnad från de tidigare Dead Space-spelen kan spelaren nu bara bära två vapen samtidigt istället för fyra, vilket liknar Gears of War-spelen. Spelaren kan dock modifiera vapen så att de har både en vapenpipa ovan och en under (vilket tekniskt i spelet blir fyra vapen) tillsammans med uppgraderingar som bland annat kan ge skottskada eller elektrisk skada. Spelaren kan även köpa exklusiva och unika vapendelar med riktiga pengar i spelet.